# Égypte aux Jeux olympiques d'été de 2024
L'Égypte participe aux Jeux olympiques de 2024 à Paris. Il s'agit de sa 24e participation à des Jeux olympiques d'été.
Le pentathlonien Ahmed El-Gendy et l'haltérophile Sara Ahmed sont nommés porte-drapeau de la délégation égyptienne.

## Nombre d’athlètes qualifiés par sport
Voici la liste des qualifiés et sélectionnés égyptiens par sport (remplaçants compris) :
| Sport                                                                     | Hommes | Femmes | Total |
| ------------------------------------------------------------------------- | ------ | ------ | ----- |
| Athlétisme                                                                | 5      | 1      | 6     |
| Aviron                                                                    | 3      | 0      | 3     |
| Boxe                                                                      | 2      | 1      | 3     |
| Canoë-kayak                                                               | 0      | 1      | 1     |
| Cyclisme                                                                  | 1      | 2      | 3     |
| Équitation                                                                | 1      | 0      | 1     |
| Escrime                                                                   | 9      | 7      | 16    |
| Football                                                                  | 18     | 0      | 18    |
| Gymnastique • Gymnastique artistique • Gymnastique rythmique • Trampoline | 1 / 0  | 1 6 1  | 2 6 1 |
| Haltérophilie                                                             | 2      | 3      | 5     |
| Handball                                                                  | 14     | 0      | 14    |
| Judo                                                                      | 2      | 0      | 2     |
| Lutte                                                                     | 10     | 1      | 11    |
| Sports aquatiques • Natation sportive • Plongeon • Natation artistique    | 1 2 /  | 1 2 8  | 2 4 8 |
| Pentathlon moderne                                                        | 2      | 2      | 4     |
| Taekwondo                                                                 | 2      | 1      | 3     |
| Tennis                                                                    | 0      | 1      | 1     |
| Tennis de table                                                           | 3      | 3      | 6     |
| Tir                                                                       | 5      | 6      | 11    |
| Tir à l'arc                                                               | 1      | 1      | 2     |
| Voile                                                                     | 1      | 1      | 2     |
| Volley-ball • En salle • Beach-volley                                     | 12 0   | 0 2    | 12 2  |
| Total                                                                     | 97     | 52     | 149   |

## Bilan général
| Sport              | Médaille d'or, Jeux olympiques | Médaille d'argent, Jeux olympiques | Médaille de bronze, Jeux olympiques | Total | Rang pays |
| ------------------ | ------------------------------ | ---------------------------------- | ----------------------------------- | ----- | --------- |
| Escrime            | 0                              | 0                                  | 1                                   | 1     | 10e       |
| Haltérophilie      | 0                              | 1                                  | 0                                   | 1     | 9e        |
| Pentathlon moderne | 1                              | 0                                  | 0                                   | 1     | 1er       |
| Total              | 1                              | 1                                  | 1                                   | 3     | 52e       |

| Jour       | Médaille d'or, Jeux olympiques | Médaille d'argent, Jeux olympiques | Médaille de bronze, Jeux olympiques | Total |
| ---------- | ------------------------------ | ---------------------------------- | ----------------------------------- | ----- |
| 28 juillet | 0                              | 0                                  | 1                                   | 1     |
| 10 août    | 1                              | 1                                  | 0                                   | 2     |
| Total      | 1                              | 1                                  | 1                                   | 3     |

| Sexe   | Médaille d'or, Jeux olympiques | Médaille d'argent, Jeux olympiques | Médaille de bronze, Jeux olympiques | Total |
| ------ | ------------------------------ | ---------------------------------- | ----------------------------------- | ----- |
| Hommes | 1                              | 0                                  | 1                                   | 2     |
| Femmes | 0                              | 1                                  | 0                                   | 1     |
| Mixte  | 0                              | 0                                  | 0                                   | 0     |
| Total  | 1                              | 1                                  | 1                                   | 3     |

## Médaillés
| Sport              | Discipline        | Athlète(s)     | Performance | Date    |
| ------------------ | ----------------- | -------------- | ----------- | ------- |
| Pentathlon moderne | Concours masculin | Ahmed El-Gendy | 1555 points | 10 août |

| Sport         | Discipline            | Athlète(s) | Performance | Date    |
| ------------- | --------------------- | ---------- | ----------- | ------- |
| Haltérophilie | Moins de 89 kg femmes | Sara Ahmed | 268 kg      | 10 août |

| Sport   | Discipline                  | Athlète(s)       | Performance                 | Date       |
| ------- | --------------------------- | ---------------- | --------------------------- | ---------- |
| Escrime | Épée individuelle masculine | Mohamed El-Sayed | 9 - 8 contre Tibor Andrásfi | 28 juillet |

## Résultats

### Athlétisme

#### Hommes
| Athlètes           | Épreuve           | Qualification | Qualification | Finale      | Finale  |
| Athlètes           | Épreuve           | Performance   | Rang          | Performance | Rang    |
| ------------------ | ----------------- | ------------- | ------------- | ----------- | ------- |
| Mohamed Khalifa    | Lancer du poids   | 19,27 m       | 25e           | Éliminé     | Éliminé |
| Mostafa Amr Hassan | Lancer du poids   | 19,70 m       | 20e           | Éliminé     | Éliminé |
| Mostafa Elgamel    | Lancer du marteau | 70,09 m       | 30e           | Éliminé     | Éliminé |
| Ihab Abdelrahman   | Lancer du javelot | 72,98 m       | 30e           | Éliminé     | Éliminé |
| Moustafa Mahmoud   | Lancer du javelot | 74,87 m       | 29e           | Éliminé     | Éliminé |

#### Femmes
| Athlètes   | Épreuve          | Qualification | Qualification | Finale      | Finale   |
| Athlètes   | Épreuve          | Performance   | Rang          | Performance | Rang     |
| ---------- | ---------------- | ------------- | ------------- | ----------- | -------- |
| Esraa Owis | Saut en longueur | 6,20 m        | 29e           | Éliminée    | Éliminée |

### Aviron
| Athlètes                    | Compétition                | Série         | Série | Repêchage     | Repêchage | Quart de finale | Quart de finale | Demi-finale  | Demi-finale | Finale                 | Finale |
| Athlètes                    | Compétition                | Temps         | Rang  | Temps         | Rang      | Temps           | Rang            | Temps        | Rang        | Temps                  | Rang   |
| --------------------------- | -------------------------- | ------------- | ----- | ------------- | --------- | --------------- | --------------- | ------------ | ----------- | ---------------------- | ------ |
| Abdelkhalek El-Banna        | Skiff                      | 7 min 5 s 06  | 3e    | Exempté       | Exempté   | 7 min 18 s 59   | 6e              | 7 min 2 s 76 | 4e          | Finale D 6 min 58 s 44 | 21e    |
| Ahmed Abdelaal Mohamed Kota | Deux de couple poids léger | 7 min 20 s 92 | 5e    | 7 min 14 s 95 | 5e        | Non disputé     | Non disputé     | Éliminés     | Éliminés    | Finale C 6 min 37 s 92 | 16e    |

### Boxe
| Athlètes          | Catégorie                | 1/16e de finale     | 1/8e de finale              | Quart de finale     | Demi-finale         | Finale              | Rang    |
| Athlètes          | Catégorie                | Adversaire Résultat | Adversaire Résultat         | Adversaire Résultat | Adversaire Résultat | Adversaire Résultat | Rang    |
| ----------------- | ------------------------ | ------------------- | --------------------------- | ------------------- | ------------------- | ------------------- | ------- |
| Omar Elawady      | Poids welters (-71 kg)   | Exempté             | Muydinkhujaev Défaite 0 - 5 | Éliminé             | Éliminé             | Éliminé             | Éliminé |
| Abdelrahman Oraby | Poids mi-lourds (-80 kg) | Exempté             | Allahverdiyev Défaite 0 - 5 | Éliminé             | Éliminé             | Éliminé             | Éliminé |

| Athlètes    | Catégorie           | 1/16e de finale     | 1/8e de finale      | Quart de finale     | Demi-finale         | Finale              | Rang    |
| Athlètes    | Catégorie           | Adversaire Résultat | Adversaire Résultat | Adversaire Résultat | Adversaire Résultat | Adversaire Résultat | Rang    |
| ----------- | ------------------- | ------------------- | ------------------- | ------------------- | ------------------- | ------------------- | ------- |
| Yomna Ayyad | Poids coqs (-54 kg) | Uktamova Forfait    | Éliminé             | Éliminé             | Éliminé             | Éliminé             | Éliminé |

### Canoë-kayak

#### Course en ligne
| Athlète     | Compétition | Séries        | Séries | Quarts de finale | Quarts de finale | Demi-finales | Demi-finales | Finales A, B, C | Finales A, B, C |
| Athlète     | Compétition | Temps         | Rang   | Temps            | Rang             | Temps        | Rang         | Temps           | Rang            |
| ----------- | ----------- | ------------- | ------ | ---------------- | ---------------- | ------------ | ------------ | --------------- | --------------- |
| Samaa Ahmed | K1 500 m    | 2 min 18 s 52 | 7e     | 2 min 14 s 39    | 7e               | Éliminée     | Éliminée     | Éliminée        | Éliminée        |

### Cyclisme
En cyclisme, l'Égypte est représentée dans quatre compétitions sur piste. Bien qu'elle ne se soit qualifiée régulièrement dans aucune compétition, puisqu'aucun représentant africain n'y est parvenu, l'Égypte a reçu les places de départ en tant que meilleure équipe africaine dans les classements respectifs afin d'assurer une représentation continentale minimale.
La coureuse Shahd Saeed est initialement sélectionnée pour les disciplines de sprint sur piste. En juin 2024, elle est néanmoins suspendue pour un an par la Fédération égyptienne de cyclisme pour avoir intentionnellement poussée hors de la route une concurrente lors des championnats égyptiens sur route en avril. Celle-ci est tombée et a subi de multiples blessures. En raison de cette suspension, sa candidature aux Jeux a été retirée. Aucune remplacante n'est choisie et le quota est réattribué au Nigeria.

#### Piste
| Athlète              | Compétition | Scratch | Course tempo | Élimination | Course aux points | Course aux points | Total | Rang |
| Athlète              | Compétition | Rang    | Rang         | Rang        | Points            | Rang              | Total | Rang |
| -------------------- | ----------- | ------- | ------------ | ----------- | ----------------- | ----------------- | ----- | ---- |
| Youssef Abouelhassan | Hommes      | 22e     | 22e          | 15e         | -40               | DNF               | -66   | 22e  |
| Ebtisam Zayed        | Femmes      | 11e     | 21e          | 14e         | 35                | 21e               | 15    | 21e  |

### Équitation
| Athlète      | Cheval   | Compétition | Qualification | Qualification | Qualification | Qualification | Qualification | Finale    | Finale    | Finale    | Finale | Finale |
| Athlète      | Cheval   | Compétition | Pénalités     | Pénalités     | Pénalités     | Temps         | Rang          | Pénalités | Pénalités | Pénalités | Temps  | Rang   |
| Athlète      | Cheval   | Compétition | Saut          | Temps         | Total         | Temps         | Rang          | Saut      | Temps     | Total     | Temps  | Rang   |
| ------------ | -------- | ----------- | ------------- | ------------- | ------------- | ------------- | ------------- | --------- | --------- | --------- | ------ | ------ |
| Nayel Nassar | Coronado | Individuel  | DNS           | DNS           | DNS           | DNS           | DNS           | DNS       | DNS       | DNS       | DNS    | DNS    |

### Escrime
| Athlète                                                                  | Compétition         | 1/32 de finale     | Seizièmes de finale       | Huitièmes de finale              | Quarts de finale         | Demi-finales Classement 5-8 | Finale Classement 5e, 7e place | Rang                                |
| Athlète                                                                  | Compétition         | Adversaire Score   | Adversaire Score          | Adversaire Score                 | Adversaire Score         | Adversaire Score            | Adversaire Score               | Rang                                |
| ------------------------------------------------------------------------ | ------------------- | ------------------ | ------------------------- | -------------------------------- | ------------------------ | --------------------------- | ------------------------------ | ----------------------------------- |
| Mohamed El-Sayed                                                         | Épée individuelle   | Exempté            | Rodríguez Victoire 15-7   | Andrea Santarelli Victoire 15-10 | Loyola Victoire 9-8      | Borel Défaite 9-15          | Andrásfi Victoire 9-8          | Médaille de bronze, Jeux olympiques |
| Mahmoud Mohsen                                                           | Épée individuelle   | Jurka Défaite 8-15 | Éliminé                   | Éliminé                          | Éliminé                  | Éliminé                     | Éliminé                        | 33e                                 |
| Mohamed Yassine                                                          | Épée individuelle   | Exempté            | Minobe Défaite 8-9        | Éliminé                          | Éliminé                  | Éliminé                     | Éliminé                        | 22e                                 |
| Mohamed El-Sayed Mohamed Yassine Mohamed Mohsen Mohamed El-Sayed (R)     | Épée par équipes    | Non disputé        | Non disputé               | Non disputé                      | France Défaite 39-45     | Kazakhstan Défaite 21-36    | Venezuela Défaite 35-41        | 8e                                  |
| Alaaeldin Abouelkassem                                                   | Fleuret individuel  | Exempté            | Iimura Défaite 8-15       | Éliminé                          | Éliminé                  | Éliminé                     | Éliminé                        | 24e                                 |
| Mohamed Hamza                                                            | Fleuret individuel  | Exempté            | Jurkiewicz Victoire 15-14 | Llavador Victoire 15-12          | Macchi Défaite 9-15      | Éliminé                     | Éliminé                        | 5e                                  |
| Abdelrahman Tolba                                                        | Fleuret individuel  | Exempté            | Dósa Victoire 15-14       | Itkin Défaite 8-15               | Éliminé                  | Éliminé                     | Éliminé                        | 16e                                 |
| Alaaeldin Abouelkassem Mohamed Hamza Abdelrahman Tolba Mohamed Essam (R) | Fleuret par équipes | Non disputé        | Non disputé               | Non disputé                      | États-Unis Défaite 35-45 | Pologne Défaite 36-45       | Canada Défaite 38-45           | 8e                                  |
| Mohamed Amer                                                             | Sabre individuel    | Exempté            | Moataz Victoire 15-8      | Bazadze Victoire 15-14           | Samele Défaite 13-15     | Éliminé                     | Éliminé                        | 6e                                  |
| Ziad El-Sissy                                                            | Sabre individuel    | Exempté            | Di Tella Victoire 15-11   | Saron Victoire 15-13             | Szabo Victoire 15-14     | Ferjani Défaite 11-15       | Samele Défaite 12-15           | 4e                                  |
| Adham Moataz                                                             | Sabre individuel    | Exempté            | Amer Défaite 8-15         | Éliminé                          | Éliminé                  | Éliminé                     | Éliminé                        | 22e                                 |
| Mohamed Amer Ziad El-Sissy Adham Moataz Yassine Kheidr (R)               | Sabre par équipes   | Non disputé        | Non disputé               | Non disputé                      | France Défaite 41-45     | Canada Victoire 45-41       | Italie Défaite 38-45           | 6e                                  |

| Athlète                                                  | Compétition         | 1/32 de finale         | Seizièmes de finale        | Huitièmes de finale | Quarts de finale     | Demi-finales Classement 5-8 | Finale Classement 5e, 7e place | Rang |
| Athlète                                                  | Compétition         | Adversaire Score       | Adversaire Score           | Adversaire Score    | Adversaire Score     | Adversaire Score            | Adversaire Score               | Rang |
| -------------------------------------------------------- | ------------------- | ---------------------- | -------------------------- | ------------------- | -------------------- | --------------------------- | ------------------------------ | ---- |
| Nardin Ehab                                              | Épée individuelle   | Gaber Victoire 15-9    | Candassamy Défaite 10-15   | Éliminée            | Éliminée             | Éliminée                    | Éliminée                       | 31e  |
| Aya Hussein                                              | Épée individuelle   | Diongue Victoire 15-14 | Kong Défaite 11-15         | Éliminée            | Éliminée             | Éliminée                    | Éliminée                       | 30e  |
| Shirwit Gaber                                            | Épée individuelle   | Ehab Défaite 9-15      | Éliminée                   | Éliminée            | Éliminée             | Éliminée                    | Éliminée                       | 34e  |
| Nardin Ehab Aya Hussein Shirwit Gaber Loulwa Soliman (R) | Épée par équipes    | Non disputé            | Non disputé                | Non disputé         | Italie Défaite 26-39 | Ukraine Défaite 35-41       | États-Unis Défaite 30-44       | 8e   |
| Yara El-Sharkawy                                         | Fleuret individuel  | Exemptée               | Huang Défaite 5-15         | Éliminée            | Éliminée             | Éliminée                    | Éliminée                       | 21e  |
| Sara Amr Hossny                                          | Fleuret individuel  | Exemptée               | Favaretto Défaite 5-15     | Éliminée            | Éliminée             | Éliminée                    | Éliminée                       | 29e  |
| Malak Hamza                                              | Fleuret individuel  | Exemptée               | Sauer Défaite 3-15         | Éliminée            | Éliminée             | Éliminée                    | Éliminée                       | 27e  |
| Yara El-Sharkawy Sara Amr Hossny Malak Hamza Noha Hany   | Fleuret par équipes | Non disputé            | Non disputé                | Non disputé         | Italie Défaite 14-45 | Pologne Défaite 21-45       | Chine Défaite 18-45            | 8e   |
| Nada Hafez                                               | Sabre individuel    | Exempté                | Tartakovsky Victoire 15-13 | Jeon Défaite 7-15   | Éliminée             | Éliminée                    | Éliminée                       | 16e  |

### Football
| Épreuve          | Premier tour                        | Premier tour             | Premier tour         | Premier tour | Quart de finale             | Demi-finale          | Finale / MB       | Rang |
| Épreuve          | Adversaire Score                    | Adversaire Score         | Adversaire Score     | Rang         | Adversaire Score            | Adversaire Score     | Adversaire Score  | Rang |
| ---------------- | ----------------------------------- | ------------------------ | -------------------- | ------------ | --------------------------- | -------------------- | ----------------- | ---- |
| Tournoi masculin | République dominicaine (en) Nul 0-0 | Ouzbékistan Victoire 1-0 | Espagne Victoire 2-1 | 1er          | Paraguay Victoire 1-1 (5-4) | France Défaite 1-3ap | Maroc Défaite 0-6 | 4e   |

### Gymnastique artistique
| Athlète      | Compétition      | Qualifications | Qualifications | Qualifications | Qualifications | Qualifications    | Qualifications | Qualifications | Qualifications | Finale   | Finale         | Finale   | Finale   | Finale            | Finale     | Finale  | Finale  |
| Athlète      | Compétition      | Appareil       | Appareil       | Appareil       | Appareil       | Appareil          | Appareil       | Total          | Rang           | Appareil | Appareil       | Appareil | Appareil | Appareil          | Appareil   | Total   | Rang    |
| Athlète      | Compétition      | Sol            | Cheval d'arçon | Anneaux        | Saut           | Barres parallèles | Barre fixe     | Total          | Rang           | Sol      | Cheval d'arçon | Anneaux  | Saut     | Barres parallèles | Barre fixe | Total   | Rang    |
| ------------ | ---------------- | -------------- | -------------- | -------------- | -------------- | ----------------- | -------------- | -------------- | -------------- | -------- | -------------- | -------- | -------- | ----------------- | ---------- | ------- | ------- |
| Omar Mohamed | Concours général | 12,466         | 13,066         | 13,600         | 12,700         | 14,133            | 12,700         | 78,665         | 40e            | Éliminé  | Éliminé        | Éliminé  | Éliminé  | Éliminé           | Éliminé    | Éliminé | Éliminé |

| Athlète      | Compétition      | Qualifications | Qualifications      | Qualifications | Qualifications | Qualifications | Qualifications | Finale   | Finale              | Finale   | Finale   | Finale   | Finale   |
| Athlète      | Compétition      | Appareil       | Appareil            | Appareil       | Appareil       | Total          | Rang           | Appareil | Appareil            | Appareil | Appareil | Total    | Rang     |
| Athlète      | Compétition      | Saut           | Barres asymétriques | Poutre         | Sol            | Total          | Rang           | Saut     | Barres asymétriques | Poutre   | Sol      | Total    | Rang     |
| ------------ | ---------------- | -------------- | ------------------- | -------------- | -------------- | -------------- | -------------- | -------- | ------------------- | -------- | -------- | -------- | -------- |
| Jana Mahmoud | Concours général | 11,866         | 11,066              | 11,400         | 12,366         | 46,698         | 58e            | Éliminée | Éliminée            | Éliminée | Éliminée | Éliminée | Éliminée |

### Gymnastique rythmique
| Athlète     | Qualification | Qualification | Qualification | Qualification | Qualification | Qualification | Finale   | Finale   | Finale   | Finale   | Finale   | Finale   |
| Athlète     |               |               |               |               | Total         | Rang          |          |          |          |          | Total    | Rang     |
| ----------- | ------------- | ------------- | ------------- | ------------- | ------------- | ------------- | -------- | -------- | -------- | -------- | -------- | -------- |
| Aliaa Saleh | 28,700        | 28,150        | 27,850        | 27,000        | 111,700       | 23e           | Éliminée | Éliminée | Éliminée | Éliminée | Éliminée | Éliminée |

| Athlètes                                                              | Qualification | Qualification | Qualification | Qualification | Finale    | Finale    | Finale    | Finale    |
| Athlètes                                                              | 5             | 3 + 2         | Total         | Rang          | 5         | 3 + 2     | Total     | Rang      |
| --------------------------------------------------------------------- | ------------- | ------------- | ------------- | ------------- | --------- | --------- | --------- | --------- |
| Lamar Behairi Johara Eldeeb Farida Hussein Abeer Ramadan Amina Sobeih | 30,850        | 25,050        | 55,900        | 14e           | Éliminées | Éliminées | Éliminées | Éliminées |

### Haltérophilie
| Athlète              | Compétition    | Arraché  | Arraché | Épaulé-jeté | Épaulé-jeté | Total  | Rang |
| Athlète              | Compétition    | Résultat | Rang    | Résultat    | Rang        | Total  | Rang |
| -------------------- | -------------- | -------- | ------- | ----------- | ----------- | ------ | ---- |
| Karim Abokahla       | Moins de 89 kg | 165 kg   | 8e      | DNF         | DNF         | DNF    | DNF  |
| Abdelrahman El-Sayed | Plus de 102 kg | 183 kg   | 8e      | 233 kg      | 7e          | 416 kg | 7e   |

| Athlète      | Compétition    | Arraché  | Arraché | Épaulé-jeté | Épaulé-jeté | Total  | Rang                               |
| Athlète      | Compétition    | Résultat | Rang    | Résultat    | Rang        | Total  | Rang                               |
| ------------ | -------------- | -------- | ------- | ----------- | ----------- | ------ | ---------------------------------- |
| Neama Said   | Moins de 71 kg | 97 kg    | 10e     | 125 kg      | 8e          | 222 kg | 9e                                 |
| Sara Ahmed   | Moins de 81 kg | 117 kg   | 3e      | 151 kg      | 2e          | 268 kg | Médaille d'argent, Jeux olympiques |
| Halima Abbas | Plus de 81 kg  | 115 kg   | 9e      | 145 kg      | 8e          | 260 kg | 7e                                 |

### Handball
| Épreuve          | Premier tour           | Premier tour           | Premier tour     | Premier tour           | Premier tour             | Premier tour | Quart de finale         | Demi-finale      | Finale / MB      | Rang |
| Épreuve          | Adversaire Score       | Adversaire Score       | Adversaire Score | Adversaire Score       | Adversaire Score         | Rang         | Adversaire Score        | Adversaire Score | Adversaire Score | Rang |
| ---------------- | ---------------------- | ---------------------- | ---------------- | ---------------------- | ------------------------ | ------------ | ----------------------- | ---------------- | ---------------- | ---- |
| Tournoi masculin | Hongrie Victoire 35–32 | Danemark Défaite 27–30 | France Nul 26–26 | Norvège Victoire 26–25 | Argentine Victoire 34–27 | 2e           | Espagne Défaite 28–29ap | Éliminés         | Éliminés         | 5e   |

### Judo
| Athlète                | Compétition    | 1er tour                    | 2e tour             | 3e tour             | Quart de finale     | Demi-finale         | Repêchage           | Finale / CB         | Rang    |
| Athlète                | Compétition    | Adversaire Résultat         | Adversaire Résultat | Adversaire Résultat | Adversaire Résultat | Adversaire Résultat | Adversaire Résultat | Adversaire Résultat | Rang    |
| ---------------------- | -------------- | --------------------------- | ------------------- | ------------------- | ------------------- | ------------------- | ------------------- | ------------------- | ------- |
| Youssry Samy           | Moins de 60 kg | Enkhtaivany Défaite 00 - 10 | Éliminé             | Non disputé         | Éliminé             | Éliminé             | Éliminé             | Éliminé             | Éliminé |
| Abdelrahman Abdelghany | Moins de 81 kg | Djalo Défaite 00 - 01       | Éliminé             | Éliminé             | Éliminé             | Éliminé             | Éliminé             | Éliminé             | Éliminé |

### Lutte
| Athlète         | Compétition     | Seizièmes de finale | Huitièmes de finale           | Quart de finale     | Demi-finale         | Repêchage           | Finale / CB         | Rang    |
| Athlète         | Compétition     | Adversaire Résultat | Adversaire Résultat           | Adversaire Résultat | Adversaire Résultat | Adversaire Résultat | Adversaire Résultat | Rang    |
| --------------- | --------------- | ------------------- | ----------------------------- | ------------------- | ------------------- | ------------------- | ------------------- | ------- |
| Gamal Mohamed   | Moins de 57 kg  | Non disputé         | Cruz Défaite 1 - 4            | Éliminé             | Éliminé             | Éliminé             | Éliminé             | Éliminé |
| Amr Reda Hussen | Moins de 74 kg  | Exempté             | Lu Défaite 4 - 14             | Éliminé             | Éliminé             | Éliminé             | Éliminé             | Éliminé |
| Mostafa El-Ders | Moins de 97 kg  | Non disputé         | Yergali Défaite 2 - 6         | Éliminé             | Éliminé             | Éliminé             | Éliminé             | Éliminé |
| Diaaeldin Kamal | Moins de 125 kg | Non disputé         | Meshvildishvili Défaite 0 - 4 | Éliminé             | Éliminé             | Éliminé             | Éliminé             | Éliminé |

| Athlète     | Compétition    | Huitièmes de finale | Quart de finale     | Demi-finale         | Repêchage           | Finale / CB         | Rang     |
| Athlète     | Compétition    | Adversaire Résultat | Adversaire Résultat | Adversaire Résultat | Adversaire Résultat | Adversaire Résultat | Rang     |
| ----------- | -------------- | ------------------- | ------------------- | ------------------- | ------------------- | ------------------- | -------- |
| Nada Medani | Moins de 50 kg | Feng Défaite 2 - 7  | Éliminée            | Éliminée            | Éliminée            | Éliminée            | Éliminée |

| Athlète                  | Compétition     | Seizièmes de finale | Huitièmes de finale     | Quart de finale             | Demi-finale          | Repêchage                | Finale / CB                | Rang    |
| Athlète                  | Compétition     | Adversaire Résultat | Adversaire Résultat     | Adversaire Résultat         | Adversaire Résultat  | Adversaire Résultat      | Adversaire Résultat        | Rang    |
| ------------------------ | --------------- | ------------------- | ----------------------- | --------------------------- | -------------------- | ------------------------ | -------------------------- | ------- |
| Moamen Ahmed Mohamed     | Moins de 60 kg  | Exempté             | Cao Défaite 2 - 6       | Non disputé                 | Non disputé          | Rodríguez Défaite 1 - 12 | Éliminé                    | Éliminé |
| Mohamed Ibrahim El-Sayed | Moins de 67 kg  | Non disputé         | Djafarov Défaite 0 - 9  | Éliminé                     | Éliminé              | Éliminé                  | Éliminé                    | Éliminé |
| Mahmoud Abdelrahman      | Moins de 77 kg  | Non disputé         | Vardanyan Défaite 0 - 9 | Éliminé                     | Éliminé              | Éliminé                  | Éliminé                    | Éliminé |
| Mohamed Metwally         | Moins de 87 kg  | Non disputé         | Tursynov Défaite 1 - 10 | Éliminé                     | Éliminé              | Éliminé                  | Éliminé                    | Éliminé |
| Mohamed Ali Gabr         | Moins de 97 kg  | Non disputé         | Kadžaja Victoire 6 - 1  | Khaslakhanau Victoire 4 - 1 | Saravi Défaite 0 - 6 | Non disputé              | Dzhuzupbekov Défaite 1 - 2 | 5e      |
| Abdellatif Mohamed       | Moins de 130 kg | Non disputé         | Bakır Victoire 3 - 1    | Acosta Défaite 1 - 2        | Non disputé          | Milov Victoire 6 - 4     | Meng Défaite 2 - 5         | 5e      |

### Natation
| Athlète          | Épreuve            | Séries       | Séries | Finale  | Finale  |
| Athlète          | Épreuve            | Temps        | Rang   | Temps   | Rang    |
| ---------------- | ------------------ | ------------ | ------ | ------- | ------- |
| Marwan El-Kamash | 800 m nage libre   | 8 min 7 s 00 | 27e    | Éliminé | Éliminé |
| Marwan El-Kamash | 1 500 m nage libre | DNS          | DNS    | Éliminé | Éliminé |

| Athlète              | Épreuve          | Séries       | Séries | Demi-finales | Demi-finales | Finale   | Finale   |
| Athlète              | Épreuve          | Temps        | Rang   | Temps        | Rang         | Temps    | Rang     |
| -------------------- | ---------------- | ------------ | ------ | ------------ | ------------ | -------- | -------- |
| Lojine Abdalla Salah | 200 m nage libre | 2 min 7 s 19 | 24e    | Éliminée     | Éliminée     | Éliminée | Éliminée |

### Natation artistique
| Athlètes | Compétition | Programmes | Programmes | Programmes  | Total    | Rang |
| Athlètes | Compétition | Technique  | Libre      | Acrobatique | Total    | Rang |
| --- | ----------- | ---------- | ---------- | ----------- | -------- | ---- |
| Nadine Barsoum Hanna Hiekal                                                                                    | Duo         | 196,5250   | 225,6541   | Non disputé | 422,1791 | 15e  |
| Farida Abdelbary Mariam Ahmed Nadine Barsoum Amina Elfeky Hanna Hiekal Salma Marei Sondos Mohamed Nihal Saafan | Ballet      | 242.7651   | 243.9896   | 219.2267    | 705.9814 | 10e  |

### Pentathlon moderne
| Athlètes           | Compétition | Qualifications Poule d'escrime | Qualifications Poule d'escrime | Demi-finale | Demi-finale | Demi-finale | Demi-finale | Demi-finale | Demi-finale | Demi-finale   | Demi-finale | Demi-finale | Demi-finale | Demi-finale    | Demi-finale | Demi-finale | Finale     | Finale     | Finale   | Finale   | Finale   | Finale   | Finale        | Finale   | Finale   | Finale    | Finale         | Finale    | Finale    | Total    | Rang                           |
| Athlètes           | Compétition | Qualifications Poule d'escrime | Qualifications Poule d'escrime | Equitation  | Equitation  | Escrime     | Escrime     | Escrime     | Escrime     | Natation      | Natation    | Natation    | Laser-Run   | Laser-Run      | Laser-Run   | Laser-Run   | Equitation | Equitation | Escrime  | Escrime  | Escrime  | Escrime  | Natation      | Natation | Natation | Laser-Run | Laser-Run      | Laser-Run | Laser-Run | Total    | Rang                           |
| Athlètes           | Compétition | Vict.                          | Points                         | Rang        | Points      | Vict.       | BR          | Rang        | Points      | Temps         | Rang        | Points      | Hand.       | Temps          | Rang        | Points      | Rang       | Points     | Vict.    | BR       | Rang     | Points   | Temps         | Rang     | Points   | Hand.     | Temps          | Rang      | Points    | Total    | Rang                           |
| ------------------ | ----------- | ------------------------------ | ------------------------------ | ----------- | ----------- | ----------- | ----------- | ----------- | ----------- | ------------- | ----------- | ----------- | ----------- | -------------- | ----------- | ----------- | ---------- | ---------- | -------- | -------- | -------- | -------- | ------------- | -------- | -------- | --------- | -------------- | --------- | --------- | -------- | ------------------------------ |
| Mohanad Shaban     | Hommes      | 20                             | 225                            | 10e         | 286         | 225         | 0           | 8e          | 225         | 2 min 4 s 72  | 12e         | 301         | +0:22       | 10 min 15 s 82 | 6e          | 685         | 18e        | 0          | 225      | 2        | 8e       | 227      | 2 min 5 s 35  | 14e      | 300      | 330       | 10 min 46 s 68 | 17e       | 654       | 1181     | 18e                            |
| Ahmed El-Gendy     | Hommes      | 24                             | 245                            | 17e         | 267         | 245         | 0           | 1er         | 245         | 1 min 58 s 28 | 4e          | 311         | +0:23       | 10 min 7 s 61  | 6e          | 693         | 6e         | 300        | 245      | 0        | 1er      | 245      | 1 min 59 s 30 | 6e       | 312      | 0         | 10 min 2 s 47  | 11e       | 698       | 1555     | Médaille d'or, Jeux olympiques |
| Malak Ismail       | Femmes      | 17                             | 210                            | 13e         | 286         | 210         | 6           | 7e          | 216         | 2 min 15 s 70 | 7e          | 279         | +0:32       | 11 min 30 s 82 | 6e          | 610         | 10e        | 293        | 210      | 2        | 9e       | 212      | 2 min 16 s 94 | 9e       | 277      | +1:02     | 11 min 27 s 35 | 11e       | 613       | 1395     | 12e                            |
| Salma Abdelmaksoud | Femmes      | 16                             | 205                            | 17e         | 0 EL        | 205         | 0           | 15e         | 205         | 2 min 13 s 55 | 5e          | 283         | +5:25       | 11 min 44 s 31 | 9e          | 596         | Éliminée   | Éliminée   | Éliminée | Éliminée | Éliminée | Éliminée | Éliminée      | Éliminée | Éliminée | Éliminée  | Éliminée       | Éliminée  | Éliminée  | Éliminée | Éliminée                       |

### Plongeon
| Athlète        | Compétition     | Tour préliminaire | Tour préliminaire | Demi-finale | Demi-finale | Finale  | Finale  |
| Athlète        | Compétition     | Points            | Rang              | Points      | Rang        | Points  | Rang    |
| -------------- | --------------- | ----------------- | ----------------- | ----------- | ----------- | ------- | ------- |
| Mohamed Farouk | Tremplin à 3 m  | 317,40            | 23e               | Éliminé     | Éliminé     | Éliminé | Éliminé |
| Ramez Sobhy    | Haut-vol à 10 m | 266,95            | 26e               | Éliminé     | Éliminé     | Éliminé | Éliminé |

| Athlète      | Compétition     | Tour préliminaire | Tour préliminaire | Demi-finale | Demi-finale | Finale   | Finale   |
| Athlète      | Compétition     | Points            | Rang              | Points      | Rang        | Points   | Rang     |
| ------------ | --------------- | ----------------- | ----------------- | ----------- | ----------- | -------- | -------- |
| Maha Amer    | Tremplin à 3 m  | 250,20            | 24e               | Éliminée    | Éliminée    | Éliminée | Éliminée |
| Malak Tawfik | Haut-vol à 10 m | 193,75            | 28e               | Éliminée    | Éliminée    | Éliminée | Éliminée |

### Taekwondo
| Athlète      | Compétition    | Éliminatoires       | Huitième de finale           | Quart de finale     | Demi-finale         | Repêchage           | Finale / CB         | Rang    |
| Athlète      | Compétition    | Adversaire Résultat | Adversaire Résultat          | Adversaire Résultat | Adversaire Résultat | Adversaire Résultat | Adversaire Résultat | Rang    |
| ------------ | -------------- | ------------------- | ---------------------------- | ------------------- | ------------------- | ------------------- | ------------------- | ------- |
| Ahmed Nassar | Moins de 68 kg | Exemptée            | Alaphilippe Défaite 5-8, 2-3 | Éliminé             | Éliminé             | Éliminé             | Éliminé             | Éliminé |
| Seif Eissa   | Moins de 80 kg | Exemptée            | Hrnic Défaite 5-6, 0-5       | Éliminé             | Éliminé             | Éliminé             | Éliminé             | Éliminé |

| Athlète     | Compétition    | Éliminatoires                 | Quart de finale         | Demi-finale         | Repêchage           | Finale / CB         | Rang     |
| Athlète     | Compétition    | Adversaire Résultat           | Adversaire Résultat     | Adversaire Résultat | Adversaire Résultat | Adversaire Résultat | Rang     |
| ----------- | -------------- | ----------------------------- | ----------------------- | ------------------- | ------------------- | ------------------- | -------- |
| Aya Shehata | Moins de 67 kg | Castro Victoire 0-1, 2-4, 4-1 | Chaâri Défaite 0-0, 0-1 | Éliminée            | Éliminée            | Éliminée            | Éliminée |

### Tennis
| Joueur (n° de tête de série) | Compétition | 1/32e de finale                 | 1/16e de finale     | 1/8e de finale      | Quarts de finale    | Demi-finales        | Finale / MB         |          |
| Joueur (n° de tête de série) | Compétition | Adversaire Résultat             | Adversaire Résultat | Adversaire Résultat | Adversaire Résultat | Adversaire Résultat | Adversaire Résultat |          |
| ---------------------------- | ----------- | ------------------------------- | ------------------- | ------------------- | ------------------- | ------------------- | ------------------- | -------- |
| Mayar Sherif (ITF)           | Dames       | Wozniacki Défaite 6-2, 5-7, 1-6 | Éliminée            | Éliminée            | Éliminée            | Éliminée            | Éliminée            | Éliminée |

### Tennis de table
| Athlète(s) (n° de tête de série) | Compétition      | 1er tour            | 2e tour                        | 3e tour              | 4e tour                     | Quart de finale         | Demi-finale         | Finale / MB         | Rang     |
| Athlète(s) (n° de tête de série) | Compétition      | Adversaire(s) Score | Adversaire(s) Score            | Adversaire(s) Score  | Adversaire(s) Score         | Adversaire(s) Score     | Adversaire(s) Score | Adversaire(s) Score | Rang     |
| -------------------------------- | ---------------- | ------------------- | ------------------------------ | -------------------- | --------------------------- | ----------------------- | ------------------- | ------------------- | -------- |
| Omar Assar (16)                  | Simple messieurs | Exempté             | Rakotoarimanana Victoire 4 - 1 | Miño Victoire 4 - 0  | Gerassimenko Victoire 4 - 2 | Möregårdh Défaite 1 - 4 | Éliminé             | Éliminé             | Éliminé  |
| Mohamed El-Beiali (29)           | Simple messieurs | Exempté             | Redzimski Défaite 0 - 4        | Éliminé              | Éliminé                     | Éliminé                 | Éliminé             | Éliminé             | Éliminé  |
| Dina Meshref (17)                | Simple dames     | Exemptée            | Xiao Victoire 4 - 1            | Hayata Défaite 0 - 4 | Éliminée                    | Éliminée                | Éliminée            | Éliminée            | Éliminée |
| Hana Goda (20)                   | Simple dames     | Exemptée            | Eerland Défaite 0 - 4          | Éliminée             | Éliminée                    | Éliminée                | Éliminée            | Éliminée            | Éliminée |

| Athlètes (n° de tête de série)                       | Compétition           | Premier tour                 | Quart de finale   | Demi-finale       | Finale / MB       | Rang      |
| Athlètes (n° de tête de série)                       | Compétition           | Adversaires Score            | Adversaires Score | Adversaires Score | Adversaires Score | Rang      |
| ---------------------------------------------------- | --------------------- | ---------------------------- | ----------------- | ----------------- | ----------------- | --------- |
| Omar Assar Mohamed El-Beiali Youssef Abdel-Aziz (13) | Par équipes messieurs | Taipei chinois Défaite 0 - 3 | Éliminés          | Éliminés          | Éliminés          | Éliminés  |
| Dina Meshref Hana Goda Mariam Al-Hodaby (9)          | Par équipes dames     | Chine Défaite 0 - 3          | Éliminées         | Éliminées         | Éliminées         | Éliminées |
| Omar Assar Dina Meshref (13)                         | Double mixte          | Wang / Sun Défaite 0 - 4     | Éliminés          | Éliminés          | Éliminés          | Éliminés  |

### Tir
| Tireurs             | Compétition                  | Qualification | Qualification | Finale  | Finale  |
| Tireurs             | Compétition                  | Points        | Rang          | Points  | Rang    |
| ------------------- | ---------------------------- | ------------- | ------------- | ------- | ------- |
| Omar Mohamed        | Pistolet à 25 m tir rapide   | 576-18x       | 24e           | Éliminé | Éliminé |
| Mohamed Abdelkader  | Carabine à 10 m air comprimé | 627,8         | 24e           | Éliminé | Éliminé |
| Ibrahim Korayiem    | Carabine à 10 m air comprimé | 625,3         | 39e           | Éliminé | Éliminé |
| Ibrahim Korayiem    | Carabine à 50 m 3 positions  | 576-17x       | 41e           | Éliminé | Éliminé |
| Azmy Mehelba        | Skeet                        | 121           | 10e           | Éliminé | Éliminé |
| Omar Hesham Ibrahim | Skeet                        | 106           | 29e           | Éliminé | Éliminé |

| Tireuses                  | Compétition                  | Qualification | Qualification | Finale   | Finale   |
| Tireuses                  | Compétition                  | Points        | Rang          | Points   | Rang     |
| ------------------------- | ---------------------------- | ------------- | ------------- | -------- | -------- |
| Hala El-Gohari            | Pistolet à 10 m air comprimé | 574-15x       | 12e           | Éliminée | Éliminée |
| Nour Abbas Mohammed       | Pistolet à 10 m air comprimé | DNS           | DNS           | Éliminée | Éliminée |
| Nour Abbas Mohammed       | Pistolet à 25 m              | 568-18x       | 38e           | Éliminée | Éliminée |
| Remas Khalil              | Carabine à 10 m air comprimé | 625,5         | 29e           | Éliminée | Éliminée |
| Mai Magdy Elsayed Abuqarn | Carabine à 10 m air comprimé | 624,7         | 35e           | Éliminée | Éliminée |
| Maggy Ashmawy             | Fosse olympique              | 110           | 27e           | Éliminée | Éliminée |
| Amira Aboushokka          | Skeet                        | 107           | 29e           | Éliminée | Éliminée |

| Tireurs                              | Compétition                  | Qualification | Qualification | Finale / MB          | Finale / MB |
| Tireurs                              | Compétition                  | Points        | Rang          | Adversaires Résultat | Rang        |
| ------------------------------------ | ---------------------------- | ------------- | ------------- | -------------------- | ----------- |
| Ibrahim Korayiem Remas Khalil        | Carabine à 10 m air comprimé | 620,6         | 28e           | Éliminés             | Éliminés    |
| Mohamed Abdelkader Mai Magdy Elsayed | Carabine à 10 m air comprimé | 626,3         | 11e           | Éliminés             | Éliminés    |

### Tir à l'arc
| Athlète       | Compétition | Tour préliminaire | Tour préliminaire | 1/32e de finale     | 1/16e de finale  | 1/8e de finale   | Quart de finale  | Demi-finale      | Finale / MB      | Rang     |
| Athlète       | Compétition | Score             | Rang              | Adversaire Score    | Adversaire Score | Adversaire Score | Adversaire Score | Adversaire Score | Adversaire Score | Rang     |
| ------------- | ----------- | ----------------- | ----------------- | ------------------- | ---------------- | ---------------- | ---------------- | ---------------- | ---------------- | -------- |
| Youssof Tolba | Hommes      | 624               | 62e               | Unruh Défaite 0 - 6 | Éliminé          | Éliminé          | Éliminé          | Éliminé          | Éliminé          | Éliminé  |
| Jana Ali      | Femmes      | 573               | 63e               | Nam Défaite 1 - 7   | Éliminée         | Éliminée         | Éliminée         | Éliminée         | Éliminée         | Éliminée |

| Athlètes               | Compétition | Tour préliminaire | Tour préliminaire | 1/8e de finale    | Quart de finale   | Demi-finale       | Finale / MB       | Rang     |
| Athlètes               | Compétition | Score             | Rang              | Adversaires Score | Adversaires Score | Adversaires Score | Adversaires Score | Rang     |
| ---------------------- | ----------- | ----------------- | ----------------- | ----------------- | ----------------- | ----------------- | ----------------- | -------- |
| Youssof Tolba Jana Ali | Mixte       | 1197              | 27e               | Éliminés          | Éliminés          | Éliminés          | Éliminés          | Éliminés |

### Trampoline
| Athlète     | Compétition      | Qualifications  | Qualifications | Qualifications | Qualifications | Finale        | Finale   |
| Athlète     | Compétition      | Routine imposée | Routine libre  | Meilleur score | Rang           | Routine libre | Rang     |
| ----------- | ---------------- | --------------- | -------------- | -------------- | -------------- | ------------- | -------- |
| Malak Hamza | Concours féminin | 9,090           | 9,650          | 9,650          | 16e            | Éliminée      | Éliminée |

### Voile
Nota : le résultat barré est le plus mauvais de l’athlète concerné. Il n’est pas pris en compte dans le total.
| Athlètes   | Compétition | Régates | Régates | Régates | Régates | Régates | Régates | Régates | Régates | Régates  | Régates  | Régates | Total net | Classement |
| Athlètes   | Compétition | 1       | 2       | 3       | 4       | 5       | 6       | 7       | 8       | 9        | 10       | CM      | Total net | Classement |
| ---------- | ----------- | ------- | ------- | ------- | ------- | ------- | ------- | ------- | ------- | -------- | -------- | ------- | --------- | ---------- |
| Aly Badawy | Laser       | 37      | 40      | 38      | 36      | 41      | 41      | 29      | 39      | Annulées | Annulées | Él.     | 260       | 41e        |

| Athlètes       | Compétition  | Régates | Régates | Régates | Régates | Régates | Régates | Régates | Régates | Régates | Régates | Régates | Total net | Classement |
| Athlètes       | Compétition  | 1       | 2       | 3       | 4       | 5       | 6       | 7       | 8       | 9       | 10      | CM      | Total net | Classement |
| -------------- | ------------ | ------- | ------- | ------- | ------- | ------- | ------- | ------- | ------- | ------- | ------- | ------- | --------- | ---------- |
| Khouloud Mansy | Laser Radial | 40      | 36      | 31      | 39      | 41      | 41      | 35      | 40      | 36      | An.     | Él.     | 298       | 39e        |

### Volley-ball

#### Beach-volley
| Athlètes                        | Compétition     | Tour préliminaire             | Tour préliminaire                | Tour préliminaire             | Tour préliminaire | 1/8e de finale    | Quart de finale   | Demi-finale       | Finale / MB       | Rang      |
| Athlètes                        | Compétition     | Adversaires Score             | Adversaires Score                | Adversaires Score             | Rang              | Adversaires Score | Adversaires Score | Adversaires Score | Adversaires Score | Rang      |
| ------------------------------- | --------------- | ----------------------------- | -------------------------------- | ----------------------------- | ----------------- | ----------------- | ----------------- | ----------------- | ----------------- | --------- |
| Marwa Abdelhady Doaa Elghobashy | Tournoi féminin | Patrícia / Lisboa Défaite 0-2 | Gottardi / Menegatti Défaite 0-2 | Fernández / Soria Défaite 0-2 | 4e                | Éliminées         | Éliminées         | Éliminées         | Éliminées         | Éliminées |

#### En salle
| Épreuve          | Premier tour        | Premier tour       | Premier tour       | Premier tour | Quart de finale  | Demi-finale      | Finale / MB      | Rang     |
| Épreuve          | Adversaire Score    | Adversaire Score   | Adversaire Score   | Rang         | Adversaire Score | Adversaire Score | Adversaire Score | Rang     |
| ---------------- | ------------------- | ------------------ | ------------------ | ------------ | ---------------- | ---------------- | ---------------- | -------- |
| Tournoi masculin | Pologne Défaite 0–3 | Italie Défaite 0–3 | Brésil Défaite 0–3 | 4e           | Éliminés         | Éliminés         | Éliminés         | Éliminés |